# Primarias presidenciales del Partido Demócrata de 2004
| John Kerry John Edwards Howard Dean Wesley Clark Dennis Kucinich | Al Sharpton Sin compromiso Empate No votos |

John Kerry
John Edwards
Howard Dean
Wesley Clark
Dennis Kucinich
Al Sharpton
Sin compromiso
Empate
No votos

Las primarias presidenciales demócratas de 2004 fueron el proceso de selección por el cual los votantes del Partido Demócrata eligieron a su candidato para presidente de los Estados Unidos en las elecciones presidenciales de los Estados Unidos de 2004. El senador John Kerry de Massachusetts fue seleccionado como candidato a través de una serie de elecciones primarias y caucuses que culminaron en la Convención Nacional Demócrata del 2004 celebrada del 26 de julio al 29 de julio de 2004 en Boston, Massachusetts.

## Resumen de la campaña primaria
Diez candidatos compitieron por el nombramiento, incluyendo el general de cuatro estrellas jubilado Wesley Clark, el exgobernador de Vermont, Howard Dean, y los senadores John Edwards y John Kerry. Durante la mayor parte de 2003, Howard Dean había sido el candidato a la nominación, con un fuerte desempeño en la mayoría de las encuestas y liderando el grupo en la recaudación de fondos. Sin embargo, Kerry ganó los caucus de Iowa y las primarias de New Hampshire, que le dieron suficiente impulso para llevar a la mayoría del resto de los estados.

### Cuestiones electorales
Según los sondeos de la salida que tomaban durante los caucus de Iowa, los 4 asuntos superiores fueron clasificados como sigue:
- Economía / Empleo (29% de los encuestados)
- Cuidado de la salud / Medicina (28% de los encuestados)
- La guerra en Irak (14% de los encuestados)
- Educación (14% de los encuestados)

### Economía
A pesar de haber sido caracterizada por muchos como una elección en Irak, la economía y los empleos fueron citados repetidamente como la parte superior de los votantes o una de las tres principales preocupaciones durante la temporada primaria. En Iowa, de los que citaron la economía como su tema más importante, el 34% apoyó a Kerry, mientras que el 33% apoyó a Edwards, con Dean al 16% y Gephardt al 12%.
El posible candidato John Kerry, al igual que otros demócratas, adoptó políticas de recortes de impuestos para la clase media, aumentó el gasto para la Seguridad Social, ayudó a las pequeñas empresas y también se opuso a los intereses corporativos. En cuanto a la creación de empleo, Kerry apoyó firmemente la creación y seguridad de empleos relacionados con infraestructuras, como los de la industria ferroviaria. Durante el transcurso de la primaria Kerry siguió abogando por posiciones tales como la responsabilidad fiscal y las crisis fiscales de fin de estado dando a los estados una mayor ayuda fiscal.
El contendor John Edwards presentó una posición de ayuda para la clase media así como tapas del presupuesto y ejecución. Fuertemente oponiéndose a la privatización de la Seguridad Social, e interesado en recortes de impuestos de clase media, el principal tema económico de Edwards fue el apoyo a la clase media que promocionaba su propia lucha, creciendo como hijo de un trabajador de molinos pobre en Carolina del Sur. Otro componente importante del mensaje de Edwards era poder restablecer la responsabilidad fiscal.
Howard Dean, a pesar de tomar muchas de las mismas posiciones de sus rivales, incluyendo a Edwards y Kerry, tenía un enfoque totalmente distinto en el tema de la Seguridad Social y los recortes de impuestos. [4] En impuestos, Dean favoreció la derogación de los recortes de impuestos de Bush no sólo para los más ricos de los americanos como el Senador Edwards y el Senador Kerry propusieron, pero para todos, incluyendo clases medias y bajas. En Seguridad Social, Dean adoptó el enfoque de trabajar para mantener a los jubilados sus pensiones, pero ofreció poca o ninguna solución para mantener el Seguro Social vivo en los próximos años y décadas.

### Guerra de Irak
Después de los ataques del 11 de septiembre, el gobierno de Bush sostuvo que la necesidad de eliminar a Saddam Hussein del poder en Irak se había vuelto urgente. En el curso de varios meses, Bush presentó varios locales para la guerra, pero el punto de inflexión fue que el régimen de Saddam había tratado de adquirir material nuclear y no había explicado correctamente el material biológico y químico que se sabía poseía, armas potenciales de destrucción masiva (ADM) en violación de las sanciones de la ONU. Esta situación aumentó hasta el punto de que Estados Unidos reunió a un grupo de unas cuarenta naciones, entre ellas el Reino Unido, España, Italia y Polonia, que Bush llamó la "coalición de los voluntarios" para invadir Irak.
La coalición invadió Irak el 20 de marzo de 2003. La mayoría de los contendientes para la nominación apoyaron el esfuerzo. Sólo Dean y Kucinich cuestionaron firmemente los objetivos y las tácticas de la administración, poniéndose aparte a los ojos de los manifestantes de la guerra. Sin embargo, hablando ante una audiencia en Peterborough, New Hampshire, John Kerry dijo: "Necesitamos un cambio de régimen no sólo en Irak. Necesitamos un cambio de régimen aquí en los Estados Unidos". Los republicanos criticaron a Kerry por hablar en contra de un Presidente en tiempos de guerra.
La invasión fue rápida, con el colapso del gobierno de Irak y el ejército de Irak en unas tres semanas. La infraestructura petrolera de Irak fue rápidamente asegurada con daños limitados en ese tiempo. El 1 de mayo, George W. Bush aterrizó en el portaaviones USS Abraham Lincoln en un Lockheed S-3 Viking, donde pronunció un discurso anunciando el fin del mayor combate en la guerra de Irak. Claramente visible en el fondo era una bandera que indicaba la "misión lograda". El desembarco de Bush fue criticado por los opositores como demasiado teatral y costoso. La bandera, hecha por el personal de la Casa Blanca y colocada allí por la Marina de Estados Unidos, fue criticada como prematura. No obstante, la calificación de aprobación de Bush en el mes de mayo ascendió al 66%, según una encuesta CNN-USA Today-Gallup.

### Dean como el favorito

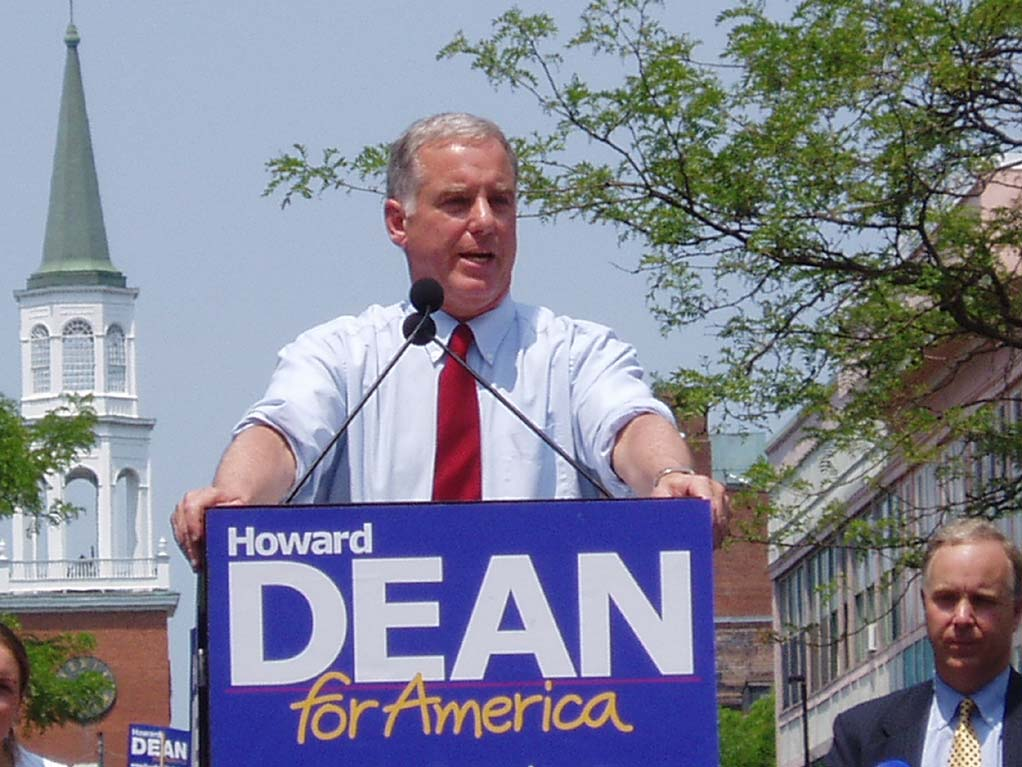
Howard Dean anunciando su candidatura

El 31 de mayo de 2002, el gobernador de Vermont, Howard Dean, formó un comité exploratorio presidencial. Aunque esto era casi dos años antes del Caucus de Iowa, Dean esperaba que el comienzo temprano le diera un reconocimiento de nombre muy necesario. Como gobernador de un pequeño estado, Dean no era bien conocido fuera de Nueva Inglaterra.
En diciembre de ese año, John F. Kerry, senador estadounidense de Massachusetts, anunció en NBC's Meet the Press sus planes para formar un comité exploratorio para una posible campaña presidencial de 2004, anticipando un anuncio formal "en el camino unos meses". La experiencia de Kerry como un veterano decorado de Vietnam generó cierta excitación entre los demócratas cansados de estar a la defensiva sobre la idoneidad de sus candidatos en el papel de "comandante en jefe".
Dos semanas más tarde, el exvicepresidente y candidato presidencial de 2000 Al Gore anunció en el programa de la CBS 60 minutos que no buscaría la elección a la presidencia en 2004. Gore había terminado recientemente una gira de libros a nivel nacional y se esperaba que se ejecutara.
Otros candidatos potenciales esperaban ver cuáles eran los planes de Gore y, por lo tanto, las compuertas abrieron en enero de 2003. El senador Joseph Lieberman, vicepresidente de Gore en 2000, había prometido no correr si Gore buscara la nominación de su partido. Liberado de esa obligación, Lieberman anunció su intención de correr. Además, muchos otros candidatos anunciaron su intención de formar comités (una formalidad por lo general indicando una carrera oficial): el senador estadounidense John R. Edwards de Carolina del Norte, el representante estadounidense Richard A. "Dick" Gephardt de Misuri y el reverendo Al Sharpton de Nueva York. En febrero, más candidatos anunciaron sus intenciones: la exsenadora de Illinois Carol Moseley Braun, el representante estadounidense de Ohio Dennis Kucinich y el senador Bob Graham de Florida.
Había otros candidatos potenciales para los que había especulaciones sobre una carrera potencial. Estos candidatos consideraron necesario declarar oficialmente que no buscarían la nominación del partido. Entre ellos, Tom Daschle, líder de la minoría del Senado de los Estados Unidos, el senador estadounidense Christopher Dodd de Connecticut y el exsenador estadounidense Gary Hart de Colorado.
En abril, se registraron los totales de recaudación de fondos democráticos para el primer trimestre de 2003. John Edwards recaudó $ 7,4 millones, John Kerry recaudó $ 7,0 millones, Dick Gephardt recaudó $ 3,5 millones, Joe Lieberman recaudó $ 3,0 millones, Howard Dean recaudó $ 2,6 millones, Bob Graham recaudó $ 1,1 millones y Dennis Kucinich y Carol Moseley Braun recaudaron menos de $ 1 millón cada uno.
En junio de 2003, Howard Dean emitió la primera publicidad televisiva de la campaña de 2004, gastando más de $ 300,000. Durante ese tiempo, él anunció formalmente su funcionamiento para el presidente, archivando para formar una campaña de la elección presidencial con el FEC. Más tarde ese mes, el sitio web de promoción liberal MoveOn llevó a cabo la primera demócrata en línea "primaria", que duró poco más de 48 horas. Era un asunto no oficial y no vinculante, pero con importante valor simbólico y financiero. De los 317.647 votos, Howard Dean recibió el 44%, Dennis Kucinich el 24% y John Kerry el 16%. Si algún candidato recibiera el 50% de los votos, el candidato habría recibido el aval y el apoyo financiero de MoveOn. En cambio, MoveOn apoyó a todos los candidatos.
En julio, se informaron y anunciaron los números de recaudación de fondos democráticos para el segundo trimestre de 2003. Howard Dean sorprendió a muchos recaudando $ 7,5 millones, John Kerry recaudó $ 6 millones, mientras que John Edwards y Joseph Lieberman recaudaron aproximadamente $ 5 millones cada uno. La fortaleza de Dean como recaudador de fondos se atribuyó principalmente a su innovador abrazo de Internet para la campaña. La mayoría de sus donaciones vinieron de los partidarios Dean individuales, que llegaron a ser conocido como Deanites, o, más comúnmente, Deaniacs. El uso innovador de Internet de su campaña ayudó a construir un electorado de base muy solidario, muchos de los cuales permanecieron lealmente leales mucho después de que terminara su candidatura.
En otoño de 2003, Dean se había convertido en el aparente candidato a la candidatura demócrata, con un fuerte desempeño en la mayoría de las encuestas. Considerado generalmente como un centrista pragmático durante su tiempo como el gobernador, Dean emergió durante su campaña presidencial como algo de un populista, denunciando las políticas del gobierno de Bush (especialmente la invasión 2003 de Irak) así como compañeros demócratas , que, en su opinión, no se opusieron fuertemente a ellos.
Durante su campaña presidencial, los críticos de la derecha calificaron las opiniones políticas de Dean como las de un liberal extremo; Sin embargo, en el liberal Vermont, Dean, conocido durante mucho tiempo como un ferviente defensor de la restricción fiscal, fue considerado como un moderado. Muchos críticos de la izquierda, que apoyaron al compañero demócrata Dennis Kucinich o al independiente Ralph Nader, acusaron a Dean de ser un "Republicano Rockefeller" -socialmente liberal, mientras que fiscalmente conservador.

### Entra Wesley Clark
Durante el verano de 2003, varios grupos organizados comenzaron una campaña nacional para "redactar" al general retirado de cuatro estrellas Wesley Clark para la nominación del Partido Demócrata para las elecciones presidenciales de 2004. CNN el 13 de agosto mostró un comercial por uno de estos grupos y entrevistó a Clark. Desautorizó cualquier conexión con los grupos "de Clark", pero dijo que había estado considerando su posición y que dentro de unas semanas probablemente haría pública su decisión sobre si correr. También alimentó la especulación con una entrevista televisiva en la que se declaró por primera vez demócrata.
El 17 de septiembre de 2003, en Little Rock, Arkansas, Clark anunció su intención de presentarse a las elecciones primarias presidenciales para la nominación del Partido Demócrata, convirtiéndose en el décimo y último Demócrata en hacerlo (muchos meses después): "Mi nombre Es Wes Clark, soy de Little Rock, Arkansas, y estoy aquí para anunciar que tengo la intención de buscar la presidencia de los Estados Unidos de América ". Dijo: "Vamos a llevar a cabo una campaña que hará avanzar a este país, no de vuelta".
Su campaña se centró en temas de liderazgo y patriotismo; Los primeros anuncios de campaña se basaban en gran medida en la biografía. Su tardío comienzo lo dejó con relativamente pocas propuestas de política detalladas. Esta debilidad se puso de manifiesto en sus primeros debates, aunque pronto presentó una serie de documentos de posición, incluyendo un plan importante de alivio fiscal. Sin embargo, muchos demócratas acudieron a su campaña. Fueron atraídos por sus antecedentes militares y vieron que tales credenciales de política exterior eran un activo valioso para desafiar a George W. Bush después del 11 de septiembre. Los asesores y partidarios lo retrataban como más elegible que Howard Dean, quien seguía siendo el favorito para el Nominación del partido. A pesar de la explosión de entusiasmo por Clark a finales de 2003, Dean mantuvo una fuerte ventaja en las encuestas para la segunda mitad del año. Clark ganó la primaria presidencial Democratic en Oklahoma, el único estado llevado por Clark en la elección primaria.
La crítica de Clark comenzó casi desde el momento en que entró en la carrera. Originalmente anunciado como general contra la guerra, tropezó en los primeros días de su candidatura. Se percibió que cambiaba su respuesta sobre cómo habría votado sobre la resolución de la guerra de Irak. Sus partidarios argumentaron que su indecisión percibida se debía a la falta de experiencia con los medios de comunicación y su insistencia en respuestas cortas de "mordedura sana".

### Iowa y Nueva Hampshire

Iowa
John Kerry
John Edwards
Howard Dean
Empate

A lo largo de las primeras campañas entre todos los candidatos, los Caucus de Iowa de 2004 parecían ser un concurso de dos vías entre el gobernador de Vermont, Howard Dean, y el congresista vecino de Misuri, Richard Gephardt. Dean, el corredor delantero nacional había podido verter el dinero en el primer estado del concurso de Iowa así como el segundo de New Hampshire. En total, Dean gastó casi $ 40 millones en Iowa y New Hampshire. [10] Gephardt, procedente de Misuri vecino ganó el caucus del estado en 1988, cuando él primero funcionó para la nominación del partido.
Sin embargo, días antes de que los caucus de Iowa fueran celebrados, la campaña negativa de Dean y Gephardt tomó un peaje tarde en las dos campañas en Iowa así como nacionalmente. Esto, junto con el resurgimiento de John Kerry y la aparición de John Edwards como contendientes importantes en Iowa, puso las campañas de Gephardt y Dean en el borde.
Una encuesta publicada por el Des Moines Register días antes de que se celebrara el caucus mostró que Dean y Gephardt habían perdido cualquier plomo en Iowa. En la encuesta, John Kerry lideró con el 26% de los encuestados, Edwards llegó en segundo lugar con el 23% de los encuestados, Dean llegó en tercer lugar con el 20% de los encuestados, y Gephardt llegó en cuarto lugar con el 18% de encuestados.
En la noche del caucus, cuando los resultados se contaban, se hizo evidente que Kerry y Edwards estaban en una batalla por primera y Dean y Gephardt estaban en una batalla por la tercera en los caucus de Iowa.
Después de que todos los votos fueron contados, John Kerry recibió el 38% de los votos, John Edwards recibió el 32%, Howard Dean recibió el 18% y Richard Gephardt el 11%.

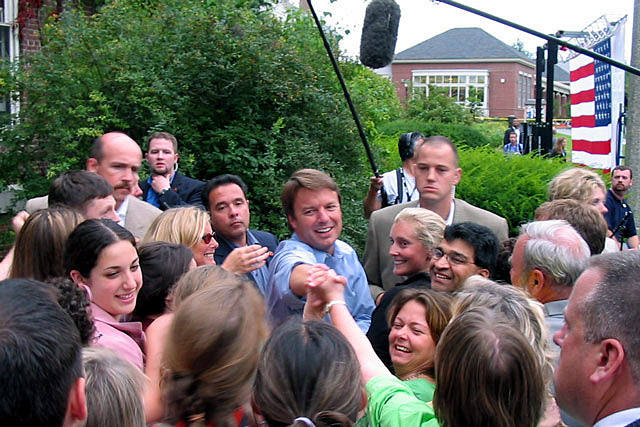
Edwards en campaña.

Después de pobres apoyos, Gephardt abandonó la carrera. Kerry y Edwards obtuvieron nuevo ímpetu, mientras que Dean intentó minimizar los resultados.
Durante la Primaria de New Hampshire, John Kerry fue capaz de derrotar a Howard Dean una vez más, golpeándolo 38% -26%. El debate final antes de la primaria se celebró en el Colegio San Anselmo; El rendimiento de Kerry fue superior a los demás, ayudándole a ganar la primaria de New Hampshire unos días más tarde. [13] Kerry llevó a casi todos los distritos electorales durante el primario de acuerdo con los datos de sondeo de salida. Wesley Clark y John Edwards y Joe Lieberman compitieron por el tercer lugar durante la primaria de New Hampshire. Clark llegó en tercer lugar con 12%, Edwards en cuarto con 12%, y Lieberman en quinto con 9%.

### Justa final
El ímpetu de la fase final de Edwards, así como su salida de la campaña negativa que caracterizó a otros candidatos principales, lo llevaron a un sorprendente segundo lugar en Iowa con el apoyo del 32% de los delegados del comité, detrás de los únicos candidatos de John Kerry % Y por delante del exdelantero Howard Dean con un 18%. Terminó con un 12% en la primaria de New Hampshire una semana después, esencialmente empatado en el tercer puesto con el general retirado Wesley Clark. La semana siguiente, Edwards ganó en Carolina del Sur y casi derrotó a Clark en Oklahoma.
Después de la retirada de Dean del concurso, Edwards se convirtió en el único desafío principal a Kerry para la nominación. Sin embargo, Kerry siguió dominando, ganando en Míchigan, Washington, Maine, Tennessee, Washington D. C., Nevada, Wisconsin, Utah, Hawái e Idaho. Refiriéndose a un acabado inesperadamente fuerte en Wisconsin el 17 de febrero, Edwards advirtió con humor a Kerry: "Los objetos en tu espejo pueden estar más cerca de lo que parecen". Muchos otros candidatos se retiraron durante este tiempo, dejando sólo Kerry, Edwards, Sharpton y Kucinich en la carrera. Dean, aunque no corrió oficialmente, no soltó a sus delegados, y todavía puso en una demostración fuerte teniendo en cuenta que ya no estaba montando una campaña oficial.
Edwards mantuvo una campaña positiva y evitó en gran medida atacar a Kerry hasta el 29 de febrero de 2004, un debate en Nueva York, donde intentó poner a Kerry a la defensiva al caracterizar al delantero como un "insider de Washington" y burlándose del plan de Kerry de formar un Para examinar los acuerdos comerciales.
En el Super Tuesday, 2 de marzo, Kerry ganó victorias decisivas en las primarias de California, Connecticut, Georgia, Maryland, Massachusetts, Nueva York, Ohio y Rhode Island y los caucus de Minnesota. Dean, a pesar de haberse retirado de la carrera dos semanas antes, ganó su estado natal de Vermont. Edwards terminó ligeramente por detrás de Kerry en Georgia, pero, al no conseguir un solo estado, decidió retirarse, convirtiendo a Kerry en el presunto candidato. El presidente Bush llamó al senador Kerry para felicitarlo esa noche.
El 11 de marzo, tras reunirse con superdelegados demócratas en Washington D. C. y ex opositores a las elecciones primarias, Kerry acumuló los 2.162 delegados necesarios para obtener la nominación. El sitio web del DNC lo reconoció como candidato del partido en ese momento, cuatro meses y medio antes de la Convención.

### Nominación
El 6 de julio, John Kerry seleccionó a John Edwards como su compañero de fórmula poco antes de la Convención Nacional Demócrata de 2004 en Boston, Massachusetts, celebrada más adelante ese mes. Los senadores Kerry y Edwards fueron formalmente nominados por el Partido Demócrata en la convención. El billete de Kerry / Edwards estaba en la boleta electoral en los 50 estados, más el Distrito de Columbia. En Nueva York, el boleto también estaba en la boleta electoral como candidatos del Partido de las Familias Trabajadoras.
El gobernador de Nuevo México, Bill Richardson, sirvió como presidente de la convención, mientras que la exasesora presidencial de Bill Clinton, Lottie Shackelford, sirvió como vicepresidenta. Los momentos decisivos de la Convención Nacional Demócrata de 2004 incluyeron el discurso inaugural de Barack Obama, un nativo de Honolulu y candidato al Senado de los Estados Unidos de Illinois, el discurso inaugural de Bill Clinton y la confirmación de la nominación de John Kerry como candidato a presidente y de John Edwards como candidato a vicepresidente. Kerry hizo su experiencia de la guerra de Vietnam un tema prominente. Al aceptar la nominación, comenzó su discurso con "Soy John Kerry y me estoy reportando para el deber".
Kerry y Edwards enfrentaron a los titulares George W. Bush y Dick Cheney del Partido Republicano en las elecciones presidenciales de 2004. Después de su nombramiento oficial en la Convención, Kerry recibió sólo un pequeño rebote en las encuestas y se mantuvo "cuello y cuello" con Bush. Esta fue la primera vez en la historia política reciente que un candidato no recibió un impulso sustancial en números de encuestas post-convención. Algunos expertos políticos atribuyeron este pequeño impulso al inusualmente pequeño número de votantes indecisos en comparación con las elecciones presidenciales anteriores.
Las elecciones generales fueron ganadas por Bush, quien derrotó a Kerry. La elección se llevó a cabo principalmente en el tema de la conducción de la Guerra contra el Terror. Bush defendió las acciones de su administración, mientras que Kerry afirmó que la guerra había sido combatida incompetentemente, y que la Guerra de Irak era una distracción de la Guerra contra el Terror, no una parte de ella.

## Candidatos
|                                |  | |
| Senador John Kerry             |  | John Kerry, nacido el 11 de diciembre de 1943, es el exsenador de Estados Unidos de Massachusetts y expresidente del Comité de Relaciones Exteriores del Senado. - Teniente gobernador de Massachusetts, 1983-1985 - Senador de Massachusetts, 1985-2013 - Secretario de Estado de los Estados Unidos, 2013-2017 |
| Gobernador Howard Dean         |  | Howard Dean (nacido el 17 de noviembre de 1948) es un político de Estados Unidos y un médico de los Estados Unidos. Sirvió seis términos como gobernador de Vermont. - Miembro de la Cámara de Representantes de Vermont, 1982-1986 - Teniente Gobernador de Vermont, 1987-1991 - Gobernador de Vermont, 1991-2003 |
| Senador John Edwards           |  | John Edwards (nacido el 10 de junio de 1953) es un político estadounidense que sirvió un término en el Senado de los Estados Unidos por Carolina del Norte. - Senador de Carolina del Norte, 1999-2005 |
| Líder de Mayoría Dick Gephardt |  | Dick Gephardt (nacido el 31 de enero de 1941) sirvió como una Cámara de Representantes de Estados Unidos \| Representante] de Misuri desde el 3 de enero de 1977 hasta el 3 de enero de 2005, sirviendo como Líder de la Mayoría de la Cámara de Representantes de los Estados Unidos. Líder de la Mayoría de la Cámara de 1989 a 1995, y como Líder de la Minoría De la Cámara de Representantes de Estados Unidos] de 1995 a 2003. - Líder mayoritario de la Cámara de Representantes de los Estados Unidos, 1989-1995 - Líder de la Minoría de la Cámara de Representantes de los Estados Unidos, 1995-2003 - Congresista de Misuri 1977-2005 |
| Congresista Dennis Kucinich    |  | Dennis Kucinich (nacido el 8 de octubre de 1946) es miembro de la Cámara de Representantes de los Estados Unidos y fue candidato a la Convención Democrática Nacional para Presidente de los Estados Unidos en el 2004. - Alcalde de Cleveland, 1977-1979 - Congresista de Ohio, 1997-2013 |
| Senador Joe Lieberman          |  | Joe Lieberman (nacido el 24 de febrero de 1942) es senador de los Estados Unidos de Connecticut - Procurador general de Connecticut, 1983-1989 - Senador de los Estados Unidos de Connecticut, 1989-2013 |
| Rev. Al Sharpton               |  | Al Sharpton (nacido 3 de octubre de 1954) es un ministro baptista americano, activista de los derechos civiles y un anfitrión de radio. |
| General Wesley Clark           |  | Wesley Clark, Orden del Imperio Británico (nacido el 23 de diciembre de 1944) es un general jubilado del Ejército de Estados Unidos. |
| Senadora Carol Moseley Braun   |  | |

## Resultados
| |                                  | Carol Moseley Braun         | Wesley Clark | Howard Dean                 | John Edwards | Richard Gephardt            | John Kerry | Dennis Kucinich | Joseph Lieberman | Al Sharpton |
| |                                  |                             |              |                             |              |                             |            |                 |                  |             |
| Total Delegados¹ | Total Delegados¹                 | --                          | 60           | 167.5                       | 559          | --                          | 2573.5     | 40              | --               | 26          |
| |                                  |                             |              |                             |              |                             |            |                 |                  |             |
| Superdelegados¹ | Superdelegados¹                  | --                          | --           | 53                          | 23           | --                          | 381        | 2               | --               | 5           |
| |                                  |                             |              |                             |              |                             |            |                 |                  |             |
| 14 de enero | District of Columbia² (primaria) | 12%                         | --           | 43%                         | --           | --                          | --         | 8%              | --               | 34%         |
| 19 de enero | Iowa³ (caucus)                   | --                          | --           | 18% (5)                     | 32% (10)     | 11%                         | 38% (30)   | 1%              | --               | --          |
| 27 de enero | New Hampshire (primaria)         | --                          | 12%4         | 26% (9)                     | 12%          | --                          | 38%4 (13)  | 1%              | 9%               | --          |
| 4 de febrero (Mini Tuesday) | Arizona (primaria)               | --                          | 27% (14)     | 14% (3)                     | 7%           | --                          | 43% (38)   | 2%              | 7%               | --          |
| 4 de febrero (Mini Tuesday) | Delaware (primaria)              | --                          | 9%4          | 10%                         | 11%          | 1%4                         | 50% (14)   | 1%              | 11%              | 6% (1)      |
| 4 de febrero (Mini Tuesday) | Misuri (primaria)                | --                          | 4%           | 9%                          | 25% (26)     | 2%                          | 51% (48)   | 1%              | 4%               | 3%          |
| 4 de febrero (Mini Tuesday) | Nuevo México (caucus)            | --                          | 21% (8)      | 16% (4)                     | 11%          | 1%4                         | 42% (14)   | 6%              | 3%               | --          |
| 4 de febrero (Mini Tuesday) | North Dakota (caucus)            | --                          | 24% (5)      | 12%                         | 10%          | 1%                          | 51%4 (9)   | 3%              | 1%               | --          |
| 4 de febrero (Mini Tuesday) | Oklahoma (primaria)              | --                          | 30% (15)     | 4%                          | 30% (13)     | 1%4                         | 27% (12)   | 1%              | 7%4              | 1%          |
| 4 de febrero (Mini Tuesday) | South Carolina (primaria)        | --                          | 7%           | 5%                          | 45% (27)     | --                          | 30% (17)   | --              | 2%               | 10% (1)     |
| 7 de febrero | Míchigan (caucus)                | --                          | 7%           | 17% (24)                    | 13% (6)      | 1%4                         | 52% (91)   | 3%              | --               | 7% (7)      |
| 7 de febrero | Washington (caucus)              | --                          | 3%           | 30% (29)                    | 7%           | --                          | 48%4 (47)  | 8%              | --               | --          |
| 8 de febrero | Maine (caucus)                   | --                          | 4%           | 27%4 (9)                    | 8%           | --                          | 45% (15)   | 16%             | --               | --          |
| 10 de febrero | Tennessee (primaria)             | 1%4                         | 23% (18)     | 4%                          | 26% (20)     | --                          | 41% (31)   | 1%              | 1%               | 2%          |
| 10 de febrero | Virginia (primaria)              | --                          | 9%           | 7%                          | 27% (29)     | --                          | 52% (53)   | 1%              | 1%               | 3%          |
| 14 de febrero | District of Columbia² (caucus)   | --                          | 1%4          | 17%4 (3)                    | 10%          | --                          | 47% (9)    | 3%              | --               | 20% (4)     |
| 14 de febrero | Nevada (caucus)                  | --                          | --           | 17% (2)                     | 10%          | --                          | 63% (18)   | 7%              | --               | 1%          |
| 17 de febrero | Wisconsin (primaria)             | --                          | 2%           | 18% (13)                    | 34% (24)     | --                          | 40% (30)   | 3%              | --               | 2%          |
| 24 de febrero | Hawái (caucus)                   | --                          | 1%4          | 7%4                         | 13%4         | --                          | 47%4 (12)  | 31%4 (8)        | --               | --          |
| 24 de febrero | Idaho³ (caucus)                  | --                          | --           | 11%                         | 22% (6)      | --                          | 54% (12)   | 6%              | --               | --          |
| 24 de febrero | Utah (primaria)                  | --                          | 1%4          | 4%                          | 30% (3)      | --                          | 55% (5)    | 7%              | 1%4              | --          |
| 2 de marzo (Super Tuesday) | California (primaria)            | 1%4                         | 2%4          | 4%                          | 20% (82)     | 1%4                         | 64% (288)  | 5%              | 2%4              | 4%          |
| 2 de marzo (Super Tuesday) | Connecticut (primaria)           | --                          | 1%4          | 4%                          | 24% (14)     | --                          | 58% (35)   | 3%              | 5%               | 3%          |
| 2 de marzo (Super Tuesday) | Georgia (primaria)               | --                          | 1%4          | 2%                          | 42% (32)     | --                          | 47% (37)   | 1%              | 1%4              | 6%          |
| 2 de marzo (Super Tuesday) | Maryland (primaria)              | 1%4                         | 1%4          | 3%                          | 26% (13)     | --                          | 60% (26)   | 2%              | 1%4              | 5%          |
| 2 de marzo (Super Tuesday) | Massachusetts (primaria)         | --                          | 1%4          | 3%                          | 18% (13)     | --                          | 72% (80)   | 4%              | 1%4              | 1%          |
| 2 de marzo (Super Tuesday) | Minnesota (caucus)               | --                          | --           | 2%                          | 27% (22)     | --                          | 51% (41)   | 17% (9)         | --               | 1%          |
| 2 de marzo (Super Tuesday) | New York (primaria)              | --                          | 1%4          | 3%                          | 20% (54)     | 1%4                         | 61% (174)  | 5%              | 1%4              | 8% (8)      |
| 2 de marzo (Super Tuesday) | Ohio (primaria)                  | --                          | 1%4          | 3%                          | 34% (55)     | 1%4                         | 52% (81)   | 9% (4)          | 1%4              | --          |
| 2 de marzo (Super Tuesday) | Rhode Island (primaria)          | --                          | 1%4          | 4%                          | 19% (4)      | --                          | 71% (17)   | 3%              | 1%4              | --          |
| 2 de marzo (Super Tuesday) | Vermont (primaria)               | --                          | 3%4          | 53%4 (9)                    | 6%4          | --                          | 31%4 (6)   | 4%              | --               | --          |
| 9 de marzo | American Samoa (caucus)          | --                          | --           | --                          | --           | --                          | 83% (6)    | 17%             | --               | --          |
| 9 de marzo | Florida (primaria)               | 1%                          | 1%           | 3%                          | 10% (3)      | 1%                          | 77% (119)  | 2%              | 2%               | 3%          |
| 9 de marzo | Luisiana (primaria)              | --                          | 4%           | 5%                          | 16% (10)     | --                          | 70% (42)   | 1%              | --               | --          |
| 9 de marzo | Misisipi (primaria)              | --                          | 2%           | 3%                          | 7%           | --                          | 78% (33)   | 1%              | 1%               | 5%          |
| 9 de marzo | Texas (primaria)                 | --                          | 2%           | 5%                          | 14% (11)     | 1%                          | 67% (62)   | 2%              | 3%               | 4%          |
| 13 de marzo | Kansas (caucus)                  | --                          | 1%           | 7% (1)                      | 9%           | --                          | 72% (32)   | 10%             | --               | --          |
| 16 de marzo | Illinois (primaria)              | 4%                          | 2%           | 4%                          | 11% (2)      | --                          | 72% (154)  | 2%              | 2%               | 3%          |
| 20 de marzo | Alaska (caucus)                  | --                          | --           | 11%                         | 3%           | --                          | 48% (8)    | 27% (5)         | --               | --          |
| 20 de marzo | Wyoming (caucus)                 | --                          | --           | 3%                          | 5%           | --                          | 77% (13)   | 6%              | --               | 1%          |
| 27 de marzo | Democrats Abroad5 (caucus)       | --                          | 10%          | 19% (2.5)                   | 9%           | --                          | 56% (4.5)  | 5%              | --               | 1%          |
| Abril 13 | Colorado (caucus)                | --                          | --           | 2%                          | 1%           | --                          | 64% (39)   | 13% (4)         | --               | --          |
| Abril 17 | North Carolina (caucus)          | --                          | --           | 6%                          | 52% (57)     | --                          | 27% (29)   | 12% (4)         | --               | 3%          |
| Abril 17 | Virgin Islands (caucus)          | --                          | --           | --                          | --           | --                          | -- (3)     | --              | --               | --          |
| Abril 24 | Guam (caucus)                    | --                          | --           | --                          | --           | --                          | 77% (3)    | --              | --               | --          |
| Abril 27 | Pensilvania (primaria)           | --                          | --           | 10% (1)                     | 10%          | --                          | 74% (120)  | 4%              | --               | --          |
| 4 de mayo | Indiana (primaria)               | --                          | 6%           | 7%                          | 11%          | --                          | 73% (62)   | 2%              | --               | --          |
| 11 de mayo | Nebraska (primaria)              | --                          | --           | 7%                          | 14%          | --                          | 73% (24)   | 2%              | --               | 2%          |
| 11 de mayo | West Virginia (primaria)         | --                          | 3%           | 4%                          | 13%          | --                          | 70% (28)   | 2%              | 6%               | --          |
| 18 de mayo | Arkansas (primaria)              | --                          | --           | --                          | --           | --                          | 66% (29)   | 5%              | --               | --          |
| 18 de mayo | Kentucky (primaria)              | --                          | 3%           | 4%                          | 14%          | --                          | 60% (44)   | 2%              | 5%               | 2%          |
| 18 de mayo | Oregón (primaria)                | --                          | --           | --                          | --           | --                          | 81% (38)   | 17% (4)         | --               | --          |
| 1 de junio | Alabama (primaria)               | --                          | --           | --                          | --           | --                          | 75% (47)   | 4%              | --               | --          |
| 1 de junio | South Dakota (primaria)          | --                          | --           | 6%                          | --           | --                          | 82% (14)   | 2%              | --               | --          |
| 6 de junio | Puerto Rico (caucus)             | --                          | --           | --                          | --           | --                          | -- (51)    | --              |                  | --          |
| 8 de junio | Montana (primaria)               | --                          | 4%           | --                          | 9%           | --                          | 68% (15)   | 11%             | --               | --          |
| 8 de junio | New Jersey (primaria)            | --                          | --           | --                          | --           | --                          | 92% (106)  | 4%              | --               | --          |
| \| Leyenda: \| \| 1 lugar (Delegados ganados) \| \| 2 lugar (Delegados ganados) \| \| 3 lugar (Delegados ganados) \| \| Retirado \| |                                  |                             |              |                             |              |                             |            |                 |                  |             |
| Leyenda: |                                  | 1 lugar (Delegados ganados) |              | 2 lugar (Delegados ganados) |              | 3 lugar (Delegados ganados) |            | Retirado        |                  |             |